# أثاث ريفي

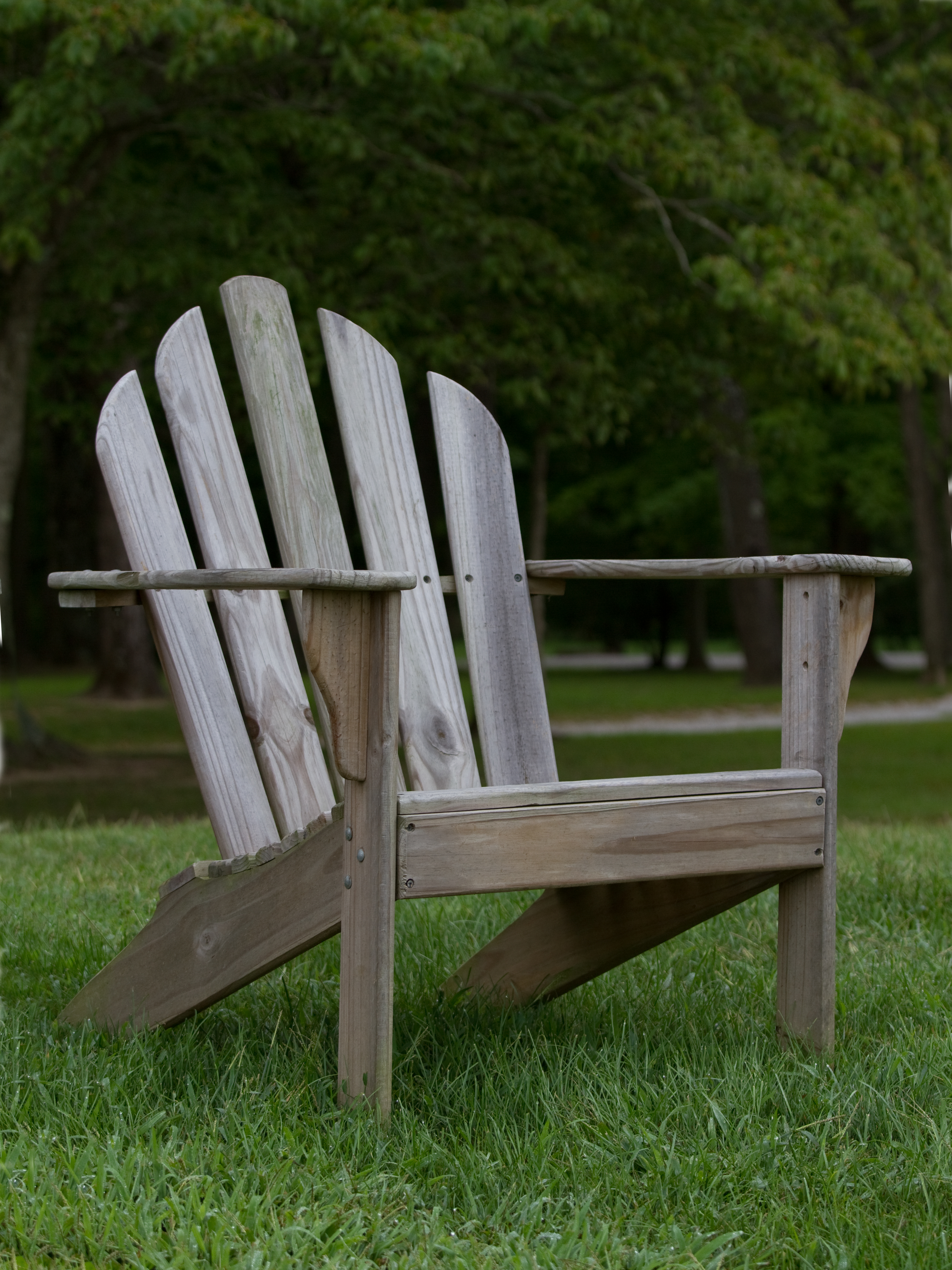
كرسي آديرونداك النموذجي - تم التقاطه في شرق أوهايو

الأثاث الريفي هو الأثاث الذي تُستعمل في تصنيعه الأغضان أو العصي أو جذور الأشجار لتكوين منظر طبيعي. مصطلح ريفي مشتق من اللاتينية (قروي على عكس المتمدن). يُعد الأسلوب متجذرًا في الأعراف الرومانسية. يكاد أن يكون مرادفًا لمفهوم العمارة الريفي لخدمة الحدائق الوطنية في الولايات المتحدة. تنشئ الكثير من الشركات والفنانين والحرفيين أثاثًا ريفياً في تشكيلة متنوعة من الأساليب وتشكيلة متنوعة من التأثيرات التاريخية والمعاصرة.

## التاريخ
تقدمت حركة الأثاث الريفي من منتصف إلى نهاية القرن التاسع عشر، يقول جون جلوج في «قاموس قصر الأثاث» إن الكراسي والمقاعد المنحوتة بإطار هيكلي ليقارب أغصان الأشجار، صنعت في منتصف القرن الثامن عشر حيث كانت تروج موضة هذا الأثاث الريفي الطبيعي في إنجلترا. تُبين سو هوارد ستيفتسون في كتابها «الأثاث الريفي» أن هذه الحركة في الحقيقة انتعاش للأنماط الأوروبية التي جرى تقديمها من خلال الحركة الرومانسية وأعيد تصنيعها بنشاط في أمريكا بقرابة عام 1840م. في السبعينيات من القرن التاسع عشر كان هنالك عدد كبير من الشركات الأمريكية المختصة في الأثاث الريفي. أُنتج أثاث عالي الجودة في جبال أديرونداك لمخيمات الغابات لسكان المدن الأغنياء. الشكل الحديث الأكثر انتشاراً لهذا النمط هو كرسي أديرونداك.
انتشر الأسلوب في نهاية القرن العشرين عندما بُنيت معسكرات كبرى أو عديدة (معسكر باين نوت، وكامبكيل كير، وكامب أونكاس، وجربت كامب ساجامور). وكذلك تبنَّته خدمة الحدائق الوطنية. تُعد أولى وكبرى الشركات المصنعة لمثل هذا الأثاث شركة أولد هيكوري للمفروشات، التي تأسست في عام 1890م.
توجد إمكانية للعثور على أمثلة تاريخية للأثاث الريفي في المتاحف والمحلات الأثرية، رغم ندرة القطع التاريخية المحلية خارج محيط المتحف. أحد المعارض لهذا النمط من الأثاث هو متحف أديرونداك (بحيرة بلو ماونتن، نيويورك) الذي يستضيف معارض الأثاث الريفية السنوية. يمثل متحف ولاية نيويورك موطن الأثاث الريفي-مجموعة كلارنس أونيكولز.

## الأسلوب
يقول هارفي كاسر في مقالته «أديرونداك للأثاث الريفي» المنشورة عام 1983م في مجلة هوست هاوس، إن البعض يربط الأسلوب بالتأثر الأوروبي (بشكل خاص شاليهات أبلن) ويعتبره في الأساس التقريب المنطقي والحتمي لتقاليد الحرف المحلية والمواد المتاحة بسهولة. بناء على ذلك تعكس الأساليب الريفية المتعددة شخصية صانعها، مع تقنيات مثل نحت الرقائق أو الفرشاة الفضية أو الذهبية والطلاء بالحليب واللحاء المقشر وغيرها من التقنيات الزخرفية.
يمكن أن يشير الأثاث الريفي أحيانًا إلى الأثاث الذي يظهر نقصًا واضحًا وبارزاً في الحرفية المستخدمة. في كثير من الأحيان، ستجد جذوع الأشجار غير المعالجة/ المعالجة بالحد الأدنى تباع على أنها قطع أثاث «ريفية» تتطلب أسعارًا تفوق بشكل كبير نظيراتها الأكثر حداثة والمصقولة. في حين أن البعض قد يقول إن المزيد من المواد الخام كان استخدامها في صناعة قطع أثاث يعطي صلابة أكبر للمظهر، يمكن أن يُقال أيضًا إن تكاليف العمالة التي ينطوي عليها تصنيع هذه القطع تشير إلى تضخم كبير في أسعار الوحدات المباعة، إذا أخذ بعين الاعتبار التكاليف الفعلية والمصاريف لوقت العمل والمواد الخام المعنية. يوسع تعريف كلمة أثاث من تعريف المنتج المصقول جيدًا والمشتق من المادة الخام الأولية، إلى أي عينة تقريبًا من المواد الخام أو الأخشاب ذات الشكل الأدنى لتلبية الغرض الأساسي لنوع الأثاث المحدد (على سبيل المثال المذكور جذع شجرة غير معالج يُباع كقهوة ريفية أو طاولة بجانب السرير).